# Otto-Hahn-Gymnasium mit Realschule Furtwangen
Das Otto-Hahn-Gymnasium mit Realschule Furtwangen (OHG) ist ein Gymnasium mit Realschulzug sowie eine Eliteschule des Sports in der baden-württembergischen Stadt Furtwangen im Schwarzwald.

## Allgemeines
Die Schule wurde 1949 als Progymnasium gegründet. 1964 wurde das erste Abitur am OHG abgelegt. 1974 wurde das Gymnasium um eine Realschule ergänzt. Dieses außergewöhnliche Miteinander von Realschule und Gymnasium an einer Schule wurde deshalb als Furtwanger Modell bezeichnet. 1977 wurde der Neubau auf dem Bühl errichtet und bezogen. Dieser wurde am 5. Dezember 2008 um eine Mensa und Fachräume in einer feierlichen Einweihung, bei der unter anderem der damalige Kultusminister Helmut Rau anwesend war, erweitert.

## Profile
Das Gymnasium hat drei Profile: ein neusprachliches (mit den Sprachen Englisch, Französisch, Spanisch), ein technisch-naturwissenschaftliches (NWT) und ein sportliches (Sport als Hauptfach).
Mit dem Schuljahr 2003/2004 wurde am OHG ein Jahr früher als an den meisten anderen Schulen Baden-Württembergs das G8 (Abitur nach zwölf Jahren) eingeführt.

## Eliteschule des Sports
Das OHG ist Partner im Verbundsystem des SKIF (Skiinternat Furtwangen), in dem erfolgreiche jugendliche Skisportler (bis zu Mitgliedern der Nationalmannschaften) aus Baden-Württemberg sowohl schulisch wie sportlich betreut werden.
Für diese erfolgreiche Arbeit erhielt das Verbundsystem SKIF und damit auch das OHG den Titel „Eliteschule des Sports“, ebenso den Titel „Partner des Olympiastützpunkts Freiburg“.

## Lage
Das Otto-Hahn-Gymnasium in Furtwangen liegt auf knapp unter 1000 Meter über Normalnull und ist somit das höchstgelegene staatliche Gymnasium Deutschlands.  Die Schule liegt am Südhang von Furtwangens Hausberg Brend, etwa 100 m oberhalb von Furtwangen.

## Partnerschulen
Das Otto-Hahn-Gymnasium hat mehrere Partnerschaften:

### England
Mit der Park High School in Colne im Bezirk Pendle, Lancashire wird jährlich ein Austausch organisiert. Die Beziehung besteht bereits seit 1964 und ist damit eine der ältesten noch bestehenden Schulpartnerschaften mit England. Nach der Stadt Colne wurde auch die Straße benannt, an der der Neubau der Schule liegt: Colnestraße.

### Frankreich
Die Partnerschule liegt in Andrézieux-Bouthéon in der Nähe von St. Etienne in Südfrankreich.

### Italien
Mit zwei Schulen in Spirano und Osio Sopra in der Region Bergamo besteht seit 1994 ein musikalischer Austausch: Alle zwei Jahre treffen sich die Schüler der drei Schulen sowohl in Italien wie in Deutschland zum Musizieren und für ein großes gemeinsames Konzert.

### Ungarn
Von 1992 bis 2000 bestand ein Austausch mit Győr in Ungarn.

## Bekannte Schüler
Vor allem durch das Skiinternat besuchten viele bekannte Wintersportler die Schule:
- Stefanie Böhler (Langlauf) – Silber bei Olympia 2006 und 2 × Vize-Juniorenweltmeisterin
- Simone Hauswald (Biathlon) – Olympiasiegerin 2010
- Kathrin Hitzer (Biathlon) – zweifache Vizeweltmeisterin der Junioren
- Frank Höfle (nordischer Sport der Behinderten) – 14 × Olympiasieger bei Paralympics
- Roman Rees (Biathlon) – Silber bei der WM 2019 in der Staffel
- Simon Schempp (Biathlon) – zweifacher Junioreneuropameister
- Martin Schmitt (Skispringen) – Olympiasieger, 2 × Sieger im Gesamtweltcup, 2 × Sieger im Skiflug-Weltcup und 4 × Weltmeister
- Thorsten Schmitt (Nordische Kombination) – Silbermedaille bei der WM 2003 in der Staffel
- Carina Vogt (Skispringen) – Olympiasiegerin, 5 × Weltmeisterin

Weitere Absolventen der Schule:
- Martina Braun, Politikerin (Bündnis 90/Die Grünen)
- Rainer Hermann, Islamwissenschaftler und Journalist
- Christine Kaltenbach, Fußballerin mit 141 Bundesliga-Spielen und 21 Toren
- Dominik Koepfer, Tennisspieler
- Sabrina Weckerlin, Musicaldarstellerin